# Vugar Gashimov
Vüqar Qasım oğlu Həşimov (en russe : Вугар Гашимов : Vougar Gachimov, transcription anglaise :Vugar Gashimov), né le 24 juillet 1986 à Bakou (RSS d'Azerbaïdjan, URSS) et mort le 11 janvier 2014 à Heidelberg en Allemagne d'une tumeur au cerveau,, était un grand maître azerbaïdjanais du jeu d'échecs.
Il a été champion national à trois reprises, en 1995, 1996 et 1998.
Au 1er janvier 2012, il était le 10e joueur mondial, avec un classement Elo de 2 761 points qui constitue son record.
Ses meilleures places au classement mondial furent sixième en novembre 2009 (avec 2 758 points Elo) et septième en janvier 2010 avec 2 759 points Elo.

## Biographie et carrière
Gashimov dispute son premier championnat du monde de la jeunesse en 1995. Il décroche quatre médailles de bronze au championnat du monde de la jeunesse, en 1996, 1998, 1999 et 2000. En 1999, il est le vainqueur de la Coupe Kasparov dans la catégorie des moins de seize ans.
En 1998, il devient maître international et remporte le titre de grand maître quatre ans plus tard.

### Tournois internationaux
Il a remporté le tournoi Acropolis d'Athènes en 2005. En août 2006, il est premier du tournoi d'Abou Dabi, devant 19 grands maîtres. 
Au 50e tournoi de Reggio Emilia 2007-2008, il finit deuxième ex æquo.
En 2008, il gagne l'Open de Cappelle-la-Grande avec un score de 7/9 au départage.
En avril-mai 2008, Gashimov remporta le tournoi de Bakou comptant pour le Grand Prix FIDE 2008-2010, ex æquo avec Magnus Carlsen et Wang Yue. En 2010, il finit sixième du classement général du Grand Prix FIDE.
Gashimov remporta le tournoi de Reggio Emilia de 2010-2011 au départage devant Francisco Vallejo Pons.

### Quart de finaliste de la coupe du monde
| Année | Lieu            | Résultat                         | Ultime adversaire | Adversaires battus                                                    |
| ----- | --------------- | -------------------------------- | ----------------- | --------------------------------------------------------------------- |
| 2009  | Khanty-Mansiïsk | quart de finale (cinquième tour) | Ruslan Ponomariov | Walaa Sarwat, Zhou Jianchao Li Chao, Fabiano Caruana                  |
| 2011  | Khanty-Mansiïsk | quart de finale (cinquième tour) | Ruslan Ponomariov | Eric Hansen, Sergueï Azarov Ievgueni Tomachevski, Peter Heine Nielsen |

Son dernier tournoi individuel fut le tournoi de Wijk aan Zee de janvier 2012. Un an après sa dernière partie officielle disputée en février 2012, Gashimov fut classé comme inactif par la FIDE.

### Olympiades
Gashimov a défendu les couleurs de son pays aux Olympiades d'échecs en 2002, 2004, 2006 et 2008. Il jouait au troisième échiquier et remporta la médaille d'argent individuelle lors de l'olympiade d'échecs de 2008.

## Mémorial Vugar Gashimov
Depuis 2014 un fort tournoi international a lieu chaque année, généralement en avril ou en mai à sa mémoire à Şəmkir en Azerbaïdjan, le Mémorial Vugar Gashimov.

## Parties remarquables
- Vugar Gashimov - Gata Kamsky, Grand Prix de Bakou 2008, 1-0
- Vugar Gashimov - Andrei Volokitine, Tournoi de Poïkovski 2008, 1-0
- Vugar Gashimov - Alexander Grischuk, Grand Prix d'Elista 2008, 1-0
- Vugar Gashimov - Alexander Beliavsky, Gibtelecom 2009, 1-0